# أكالات (جنس)
الأكالات هي طيور متوسطة الحجم آكلة الحشرات من الجنس شيبارديا. لقد تم وضعهم سابقًا في عائلة، Turdidae، ولكن غالبًا ما يتم التعامل معهم الآن كجزء من عائلة صائد الذباب في العالم القديم.